# Ornithorhynchidae
Los ornitorrínquidos (Ornithorhynchidae) son una de las dos familias de monotremas que en la actualidad tienen especies vivas.

## Géneros y especies
- Género Monotrematum †
  - Monotrematum sudamericanum †
- Género Obdurodon †
  - Obdurodon dicksoni †
  - Obdurodon insignis †
- Género Ornithorhynchus
  - Ornithorhynchus anatinus
  - Ornithorhynchus maximus †

Monotrematum sudamericanum está estrechamente relacionado con Obdurodon sp., formando parte de este género para algunos autores y siendo clasificado como Obdurodon sudamericanum.
Los géneros, Steropodon y Teinolophos podrían pertenecer a esta familia, aunque los expertos aseguran que sus fósiles son demasiado antiguos y los clasifican en Steropodontidae.